# Tatort: Tödliche Habgier
Tödliche Habgier ist ein Fernsehfilm aus der Krimireihe Tatort. Der für den ORF unter der Regie von Wolfgang Murnberger produzierte Beitrag wurde am 24. Juni 2007 erstgesendet. Es ist die 669. Tatortfolge und der 17. Fall des österreichischen Chefinspektors Moritz Eisner, gespielt von Harald Krassnitzer.

## Handlung
Im Achensee wird von Sporttauchern eine mumifizierte Leiche gefunden. Nach der Obduktion steht fest, dass der Mann seit mindestens sechzehn Jahren tot ist und erschossen wurde. Daher ermittelt Moritz Eisner zusammen mit dem zuständigen Beamten Franz Pfurtscheller und bemüht sich erst einmal die Identität des Toten herauszufinden. Die Gerichtsmedizinerin gibt dazu einen entscheidenden Hinweis, als sie eine Pfennigmünze in der Brusthöhle des Opfers findet. Recherchen in alten Vermisstenfällen lassen darauf schließen, dass es sich bei dem Toten um einen Heinz Borowski handelt.
Eisner spricht mit Paul Kofler, in dessen Hotel der Mann seinerzeit gewohnt hatte. Kofler berichtet, dass Borowski aus der DDR kam und sich in Tirol ansiedeln wollte. Kaum zwei Wochen später verschwand Borowski spurlos und kurze Zeit später kam seine siebzehnjährige Tochter, die ihren Vater suchte. Da sie sich mit den Wirtsleuten gut verstand und sie selber keine Kinder hatten, haben sie Sonja adoptiert. Als Sonja nun erfährt, dass ihr Vater ermordet wurde, will sie mehr erfahren und schließt sich Eisner an. Er erfährt so die Hintergründe, die ihrer Flucht aus der DDR zugrunde lagen. Als führender Wissenschaftler hatte Borowski Zugang zu Forschungs- und Parteigeldern, die er unterschlagen und mit in den „Westen“ genommen hatte. Dieses Geld ist allerdings verschwunden und auffälligerweise erlebten der Hotelier und Bürgermeister Paul Kofler, der Direktor der örtlichen Bank Ludwig Holzer und der Autohändler Max Unterberger kurze Zeit später einen „Geldregen“. Sonja ist inzwischen besessen davon herauszufinden, wer ihren Vater ermordet hat. In den Unterlagen ihres Ziehvaters findet sie Fotos, die die drei zusammen mit ihrem Vater zeigen. Eisner ist damit klar, dass Kofler, Holzer und Unterberger Sonjas Vater ausgeraubt und umgebracht haben.
Als Eisner die drei Verdächtigen mit seinen Vermutungen konfrontiert, erklären sie, dass Borowski sich von dem Stasibeamten Kessler verfolgt fühlte, der die Parteigelder zurückholen wollte. Während Holzer und Unterberger jegliche Schuld am Tod Borowskis von sich weisen, erschießt sich Kofler, was Eisner als Schuldbekenntnis wertet.
Von der Gerichtsmedizin kommt inzwischen die Nachricht, dass der DNA-Abgleich der Leiche mit Sonja nicht übereinstimmt. Eine Überprüfung mit dem erwähnten Erich Kessler ist hingegen positiv, was für Eisner jedoch nichts an seiner Vermutung ändert, dass Borowski des Geldes wegen von den drei Freunden umgebracht wurde. Nachdem er sich die Jagdhütte der drei genauer ansieht, findet er ein altes Projektil. Daraufhin lässt er den See großflächig absuchen, was tatsächlich die Überreste einer zweiten Leiche zu Tage bringt. Dem ersten Anschein nach, haben sich Borowski und Kessler gegenseitig erschossen, doch dann kann die Gerichtsmedizin nachweisen, dass Borowski an einem zweiten, späteren Schuss gestorben ist.
Sonja will den Mörder ihres Vaters um jeden Preis zur Rechenschaft ziehen und bestellt Holzer zu Unterberger, weil sie weiß, dass der sich gerade mit Karin Holzer ein Schäferstündchen gönnt. Ihr Plan geht auf und Unterberger schießt auf Holzer aus Eifersucht. Eisner kommt hinzu, kann jedoch nicht verhindern, dass Sonja Karin Holzer erschießt, nachdem sie zugegeben hatte den tödlichen Schuss auf Borowski abgegeben zu haben.

## Hintergrund
Die Dreharbeiten erfolgten unter dem Arbeitstitel Das Geld des Volkes vom 4. April bis zum 5. Mai 2006 in Innsbruck, Kufstein und der Region Achensee.
Die im Film erwähnten Millionenvermögen der Partei- und Stasi-Tarnfirmen haben ihr Vorbild in der Novum GmbH, die zur Wende über ein Vermögen von rund einer halben Milliarde DM auf Konten in Österreich und der Schweiz verfügte.

## Rezeption

### Kritiken
„Gemächlich erzählt, aber spannend“, befanden die Kritiker von TV Spielfilm. Ansonsten stellen sie anerkennend fest: „Sehenswerte Tätersuche dank dezenter Darsteller und klugem Drehbuch.“
Tilmann P. Gangloff kritisiert für Kino.de und meint: „dem Titel […] zum Trotz ist der Fall keineswegs so klar, wie es zunächst scheint.“ Weiter schreibt er: „Mehr als nur eine Erwähnung wert ist übrigens das vorzügliche Sounddesign, eine äußerst sorgfältige Klangcollage aus Musik und Geräuschen. Murnberger übertreibt zwar mitunter das Spiegelspiel, versöhnt aber durch kleine Anschlusskunststücke, wenn er etwa kaum wahrnehmbar vom skelletierten Schädel auf eine Totenkopfmaske schneidet. Der in sich ruhende Harald Krassnitzer ist ohnehin sehenswert; und das nicht nur wegen seiner Seitenhiebe auf die Einheimischen.“

### Einschaltquoten
Die Erstausstrahlung von Tödliche Habgier erfolgte am 24. Juni 2007. Sie wurde in Deutschland von 6,41 Millionen Zuschauern gesehen und erreichte einen Marktanteil von 20,8 Prozent für Das Erste.